# Cefalú
Cefalú (en italiano Cefalù) es una ciudad y un municipio italiano de la provincia de Palermo, en Sicilia, de 13 777 habitantes. Está situado en la costa septentrional de la isla, a unos 70 km de Palermo, a los pies de un promontorio rocoso. Es uno de los mayores centros balnearios de toda la provincia; a pesar de sus dimensiones, cada año atrae a miles de turistas. En la época estival la población llega a duplicarse.

## Toponimia
El nombre de la ciudad en español es Cefalú. En italiano es Cefalù y en siciliano Cifalù. Pronunciado [tʃefaˈlu].

## Historia

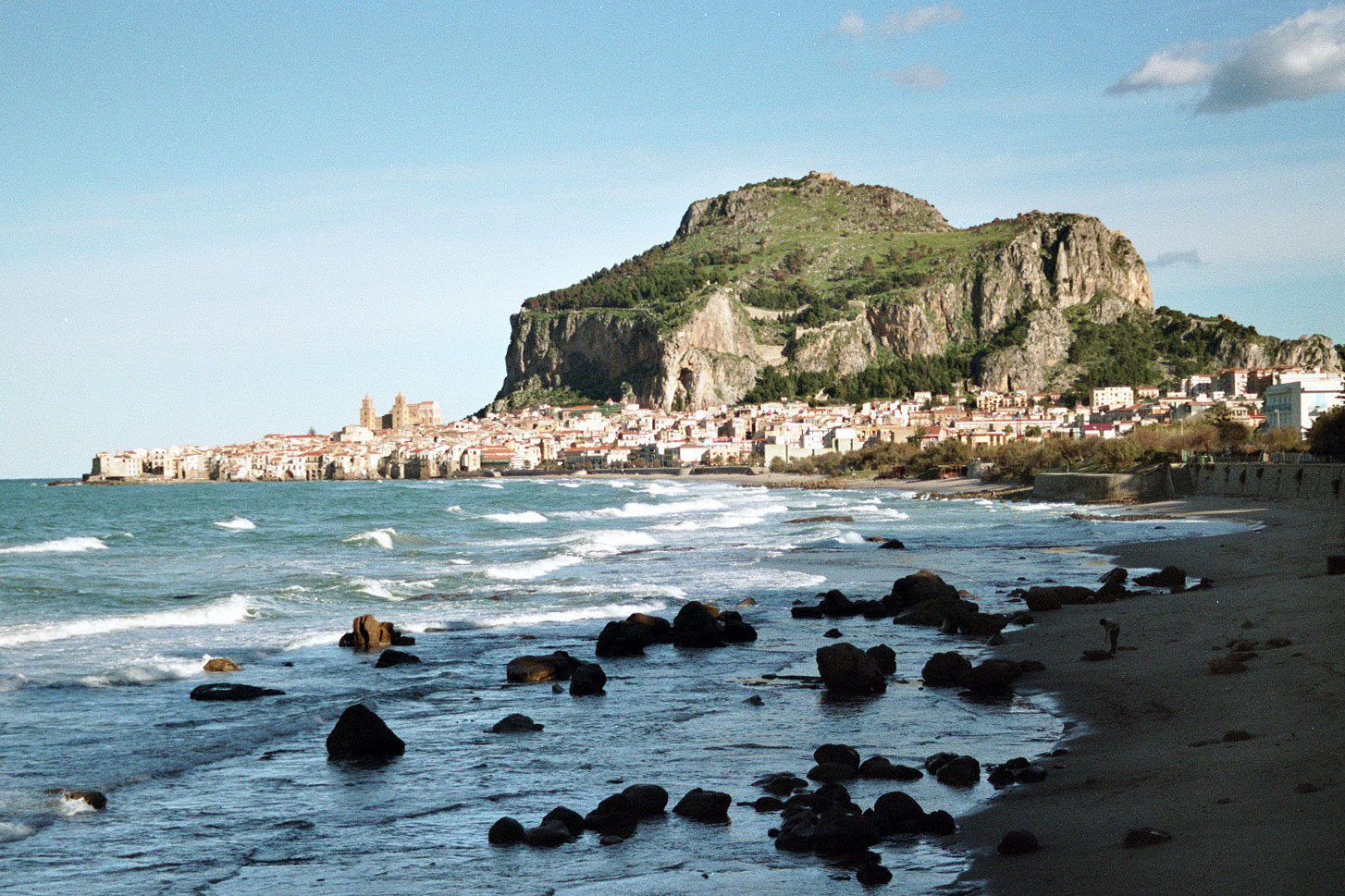
Vista de Cefalú

El nombre primitivo de Cefalú era Cefaledio (en griego Κεφαλοίδιον y en latín Cephaloedium). Tucídides dice que Hímera era la única colonia griega en esta parte de la isla, de manera que se supone que fue de origen fenicio y que, abandonada, fue convertida en fortaleza (phrourion) por la gente de Hímera, y más tarde poblada por ellos cuando su ciudad fue destruida.
Aparece mencionada en 396 a. C. en la época de la expedición cartaginesa dirigida por Himilcón cuando este general hizo un tratado con Hímera y Cefaledio. Después de la derrota cartaginesa Dionisio I de Siracusa se apoderó de ella, pero más tarde fue independiente, y aliada de Cartago. Por eso fue atacada por Agatocles en 307 a. C. En la primera guerra púnica fue reducida por la flota romana dirigida por Aulo Atilio Calatino y Publio Cornelio Escipión Nasica en 254 a. C., gracias a una traición.
Prosperó bajo los romanos y gozó de privilegios municipales, y en época de Marco Tulio Cicerón era una civitas decumanae que pagaba sus impuestos con trigo al estado romano. Sufrió los abusos de Verres. Después ya no se menciona pero subsistió como ciudad.
En 858 fue ocupada por los árabes que la conservaron hasta el 1063 en que fue ocupada por el normando Roger I. En el siglo XII, Roger II de Sicilia, hijo de Roger I, trasladó la ciudad a una posición más fuerte y fácil de defender y con un buen puerto. La catedral se inició en 1131.
Quedan algunos restos de la antigua ciudad, entre ellos un edificio con diversos apartamentos, que parece un palacio, pero construido con estilo cíclopeo o poligonal.
En 1285 se firmó en Cefalú el tratado entre Carlos de Salerno y Pedro III de Aragón, por el cual Carlos, prisionero de Pedro en Cefalú, renunciaba a la isla de Sicilia en favor de Jaime, hermano del futuro Alfonso II de Aragón, y a cambio sería liberado. También se estableció la boda de Jaime con una hija de Carlos, y el de la princesa Violante con uno de los hijos de Carlos. Aunque Carlos lo ratificó después de ser liberado, pero aún en territorio aragonés, ni Francia ni el papa reconocieron el tratado.

## Demografía
| Gráfica de evolución demográfica de Cefalú entre 1861 y 2001 |
|                                                              |
| Fuente ISTAT - Elaboración gráfica por parte de Wikipedia    |

## Lugares de interés

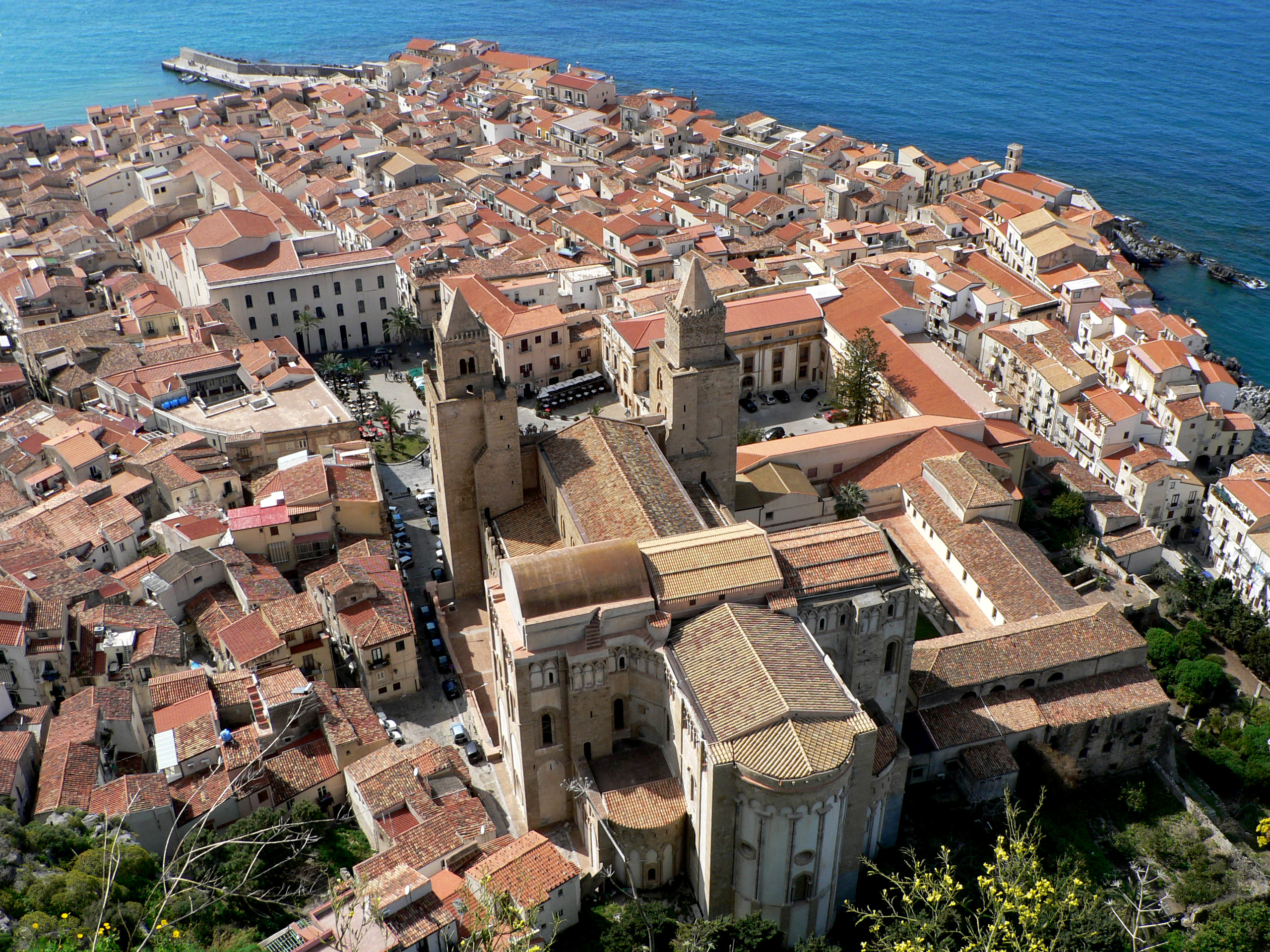
Vista superior de la catedral de Cefalú

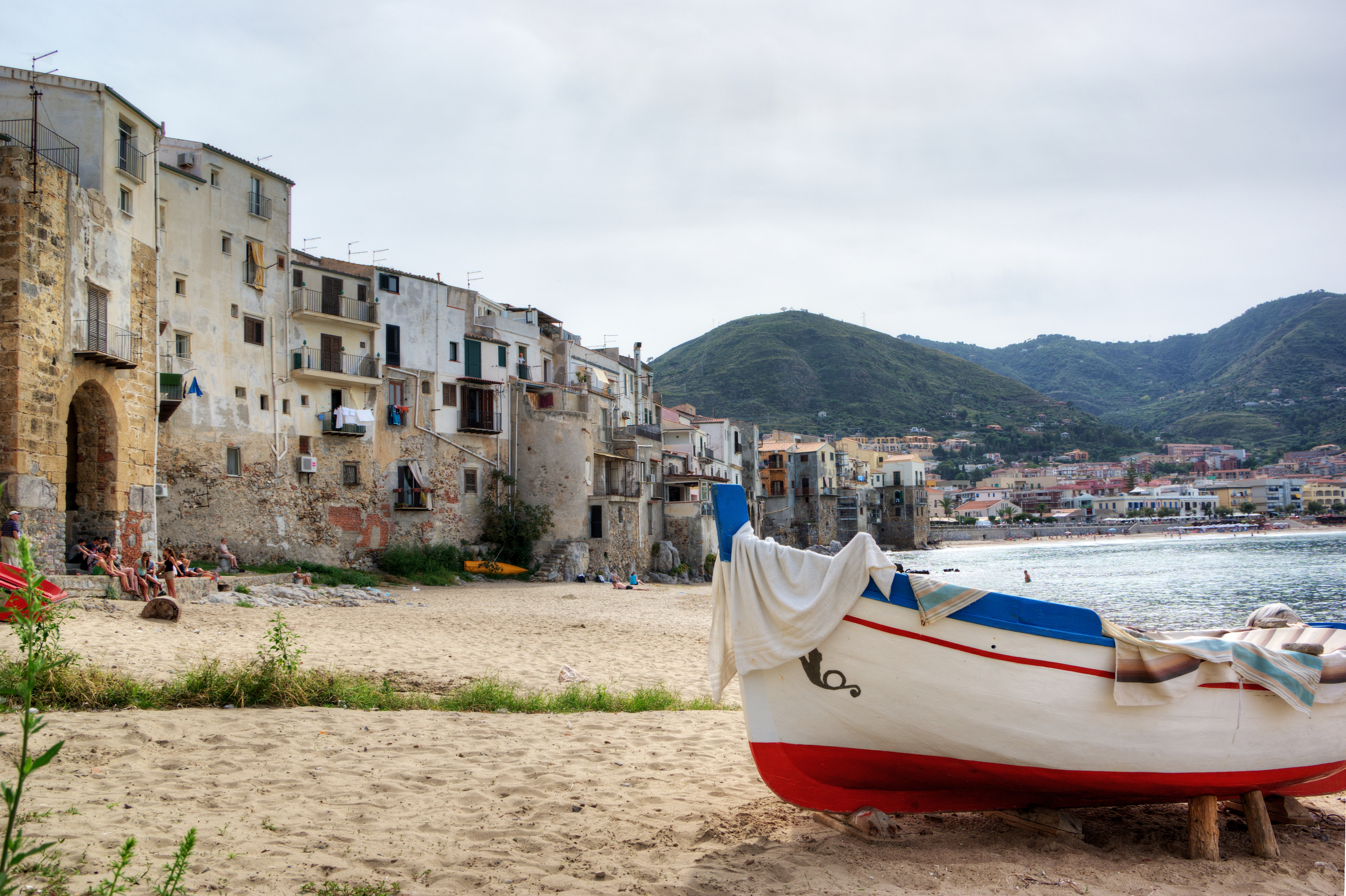
Playa y bote en la localidad

- La catedral de Cefalú fue erigida bajo el patronazgo de Roger II de Sicilia, comenzando a construirse en 1131. Este estilo de arquitectura normanda se tendría que llamar más correctamente Románico Siciliano. Dos grandes torres de piedra flanquean el pórtico, que tiene tres arcos (reconstruido en el 1400) correspondientes a las tres naves. Un ábside semicircular se encuentra en la parte este del muro posterior. Los contrafuertes están construidos como columnas para aligerar su aspecto. Los mosaicos están entre los más famosos del mundo. En julio de 2015, el conjunto «Palermo árabe-normando y las catedrales de Cefalú y Monreale» fue incluido en la lista del patrimonio de la Humanidad por la Unesco.[3] La catedral de Cefalú es uno de los nueve bienes individuales que comprende la declaración (con el ID 1487-008).[4]
- Palacio de Osterio Magno, que fue la residencia preferida de Roger II antes de pasar a ser propiedad de los Ventimiglia.